# Terphothrix rufidorsata
Terphothrix rufidorsata är en fjärilsart som beskrevs av Druce 1910. Terphothrix rufidorsata ingår i släktet Terphothrix och familjen tofsspinnare. Inga underarter finns listade i Catalogue of Life.